# 1994 en mathématiques
Cet article présente les faits marquants de l'année 1994 en mathématiques.

## Prix
- Médaille Fields de mathématiques : Efim Zelmanov (Russe), Pierre-Louis Lions (Français), Jean Bourgain (Belge), Jean-Christophe Yoccoz (Français)

## Décès
- 7 janvier : Edward J. Hannan (né en 1921), statisticien australien.
- 25 janvier : Stephen Cole Kleene (né en 1909), mathématicien américain.
- 10 février : Fritz John (né en 1910), mathématicien américain d'origine allemande.
- 12 février : Charles Critchfield (né en 1910), physicien et mathématicien américain.
- 9 mars : Paul Dubreil (né en 1904), mathématicien français.
- 20 avril : Sigmund Selberg (né en 1910), mathématicien norvégien.
- 7 juin : Anatoli Dorodnitsyne (né en 1910), physicien, géophysicien et mathématicien russe.
- 13 juin : John Britton (né en 1927), mathématicien britannique.
- 17 juin : Frank Yates (né en 1902), statisticien britannique.
- 15 juillet : Brigitte Escofier-Cordier (née en 1941), statisticienne française.
- 5 août : Solomon Kullback (né en 1907), mathématicien et cryptologue américain.
- 9 août : Helena Rasiowa (née en 1917), mathématicienne polonaise.
- 5 septembre : Shimshon Amitsur (né en 1921), mathématicien israélien.
- 1er octobre : Paul Lorenzen (né en 1915), philosophe et mathématicien allemand.
- 9 octobre : Marie Charpentier (née en 1903), mathématicienne française.
- 30 octobre : Nicholas Georgescu-Roegen (né en 1906), mathématicien et économiste roumain.
- 18 novembre : Nathan Fine (né en 1916), mathématicien américain.
- 12 décembre : Nicolaas Kuiper (né en 1920), mathématicien néerlandais.
- 18 décembre : Roger Apéry (né en 1916), mathématicien français d'origine grecque.
- 22 décembre : John Arthur Todd (né en 1908), mathématicien géomètre britannique.